# Slugma
Slugma (japanski: マグマッグ Magumaggu) jedan je od 1025 fiktivnih vrsta Pokémona iz medijske franšize Pokémon, skupa Pokémon videoigara, animiranih serija, manga stripova, knjiga, igraćih karata i drugih medija kojima je tvorac Satoshi Tajiri. Svrha je Slugme u videoigrama, animiranoj seriji i manga stripovima, kao i svrha ostalih Pokémona, borba s divljim Pokémonima – neukroćenim stvorenjima koje igrači i likovi pronalaze dok kreću na razne avanture – i pripitomljenim Pokémonima drugih Pokémon trenera.
Slugmino je ime kombinacija engleskih riječi "slug" = puž, odnoseći se na njen izgled, i "magma" = magma, odnoseći se na Slugmin sastav tijela, koje je u potpunosti sastavljeno od tekuće, rastaljene lave.

## Biološke karakteristike
Slugma je rijedak prizor u svijetu Pokémona; rijetko ju se može vidjeti izvan njenog životnog staništa, a to su vulkanski krateri. Slugma preferira mjesta gdje prevladava izrazito velika toplina (poput gejzira i kaldera), jer joj je toplina potrebna za život. Slugma zapravo nikada ne spava, već luta uokolo svog staništa, nikada se ne udaljavajući previše od njega. Ako se Slugma slučajno nađe izvan njenog prirodnog staništa, ne smije se prestati kretati, inače će joj se koža u potpunosti stvrdnuti. Ako dođe to toga, Pokémon će nakon duljeg vremena umrijeti od gladi.
Slugma je, u pravilu, dnevni Pokémon, iako se kreće i tijekom noći zbog prethodno navedenih razloga.

## U videoigrama
Slugma je dostupna u devet igara; u Pokémon Gold, Silver i Crystal nalazi se na Stazi 19; u Pokémon Ruby i Sapphire igrama nalazi se na Vatrenom putu; u Pokémon Emerald igri na Vatrenom putu i Stazi 113; na Planini žara u Pokémon FireRed i LeafGreen igrama, a u Pokémon Colosseum igri, može ju se oteti od Roller Boya Lona u gradu Pyriteu. Kako je Slugma dnevni Pokémon, veće su šanse da će ju igrač sresti u gore navedenim igrama tijekom dana. Slugma je dostupna i igrama Pokémon Diamond i Pearl.
U Pokémon Gold i Silver igrama, Slugma je prirodnim putem učila osam tehnika: dva Normalna napada, dva Kamena napada, jedan Otrovni napad, i jedan Psihički napad. Od tih osam napada, Otrovni napad Smoga (Smog) uči na 1. razini; dva napada: Bacač plamena (Flamethrower) i Žeravica (Ember) specijalni su napadi, tri su fizička napada: Bacanje kamenja (Rock Throw), Odronjavanje (Rock Slide) i Tresak tijelom (Body Slam), a dva su napada namijenjena povećavanju njenih statistika: Otvrdnjavanje (Harden) i Amnezija (Amnesia). U igrama Pokémon Ruby i Sapphire, Slugminoj listi tehnika pridruženo je Zijevanje (Yawn), Normalni napad koji uči na 1. razini.
Slugma može posjedovati jednu od dvije Pokémon sposobnosti. Oklop magme (Magma Armor) sprječava druge Pokémone da zamrznu Slugmu Ledenim napadima. Vatreno tijelo ima šansu od 30% da opeče svakog Pokémona koji na Slugmi izvrši bilo kakav fizički napad, poput Obaranja (Tackle) i Rušenja (Take Down). Kao dodatak, u Pokémon Emerald igri, ova Pokémon sposobnost uzrokuje brže izvaljivanje Poké-jaja koja se nalaze u timu u kojem je i Slugma.

## U animiranoj seriji
U Pokémon animiranoj seriji, Slugma je jedan od Pokémona kojeg u borbama koristi Flannery, mlada Pokémon trenerica Vatrenih Pokémona koja je istovremeno Vođa dvorane grada Lavaridgea. U epizodi 331, Flanneryina se Slugma razvije u Magcarga.
Tijekom Silver konferencije za Pokémon trenere, Pokémon trenerica Vatrenih Pokémona imena Macey koristila je Slugmu u brobi protiv Asha, koju je lako svladao Ashov Phanpy. Kasnije, Slugma se razvila u Magcarga.